# Johann Heinrich Runge
Johann Heinrich Runge (* 1. April 1811 in Hagenow; † 25. Februar 1885 ebenda) war ein deutscher Orgelbaumeister.

## Leben

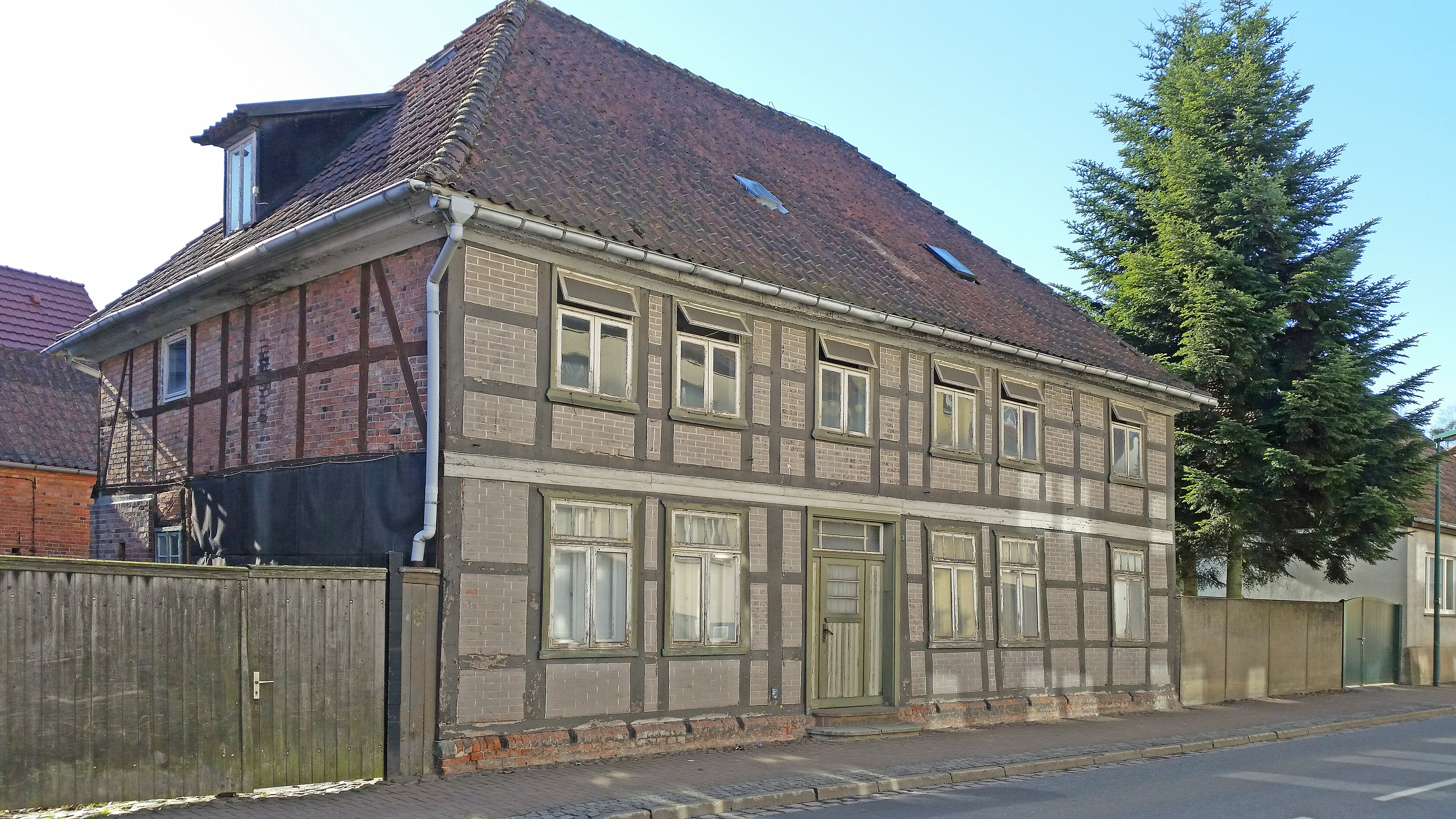
Geburtshaus Runges

Er war der Sohn des Tischlers Marcus Detlev Runge (1769–1843), bei dem er ab 1825 eine Tischlerlehre absolvierte. Wo er den Orgelbau erlernte, ist nicht bekannt, möglicherweise bei Johann Friedrich Schulze in Thüringen. Am 12. September 1837 wurde er Bürger der Stadt Hagenow. Es dauerte noch vier Jahre, bis er 1841 sein Meisterstück baute. Dieses steht heute in der Dorfkirche zu Klinken. In der Zeit von 1841 bis 1881 schuf Runge nachgewiesenermaßen 25 Orgelneubauten; bei 2 Orgelneubauten ist sein Mitwirken fragwürdig aber derzeit noch nicht ausgeschlossen. Zudem sind mindestens 4 Orgelumsetzungen oder Gehäuseneubauten für Fremdinstrumente nachgewiesen. Dazu kommen unzählige Stimmungs- und Wartungsarbeiten an den Orgeln Südwestmecklenburgs. Geographisch lassen sich seine Instrumente in der Griesen Gegend und an der Lewitz finden. 
Runge heiratete am 14. Dezember 1860 in Bad Oldesloe seine Frau Marie Christine Dorothea Branführ (* 2. April 1833 in Bad Oldesloe; † 18. Mai 1910 in Schwerin). Den beiden wurden fünf Kinder geboren:
1.) Catherine Runge (1861–1947)
2.) Auguste Runge (1862–1866)
3.) Gottfried Runge (1864–1845)
4.) Marcus Runge (1865–1945)
5.) Auguste Runge (1871–1953)
Sein Sohn Marcus Runge war beim Tod des Vaters noch zu jung, um die Werkstatt zu übernehmen. Marcus Runge übernahm 1896 die Werkstatt von Friedrich Friese III in Schwerin. 2019 gab es eine Ausstellung zu Leben und Werk von Johann Heinrich Runge in der Alte Synagoge (Hagenow). Diese wurde von Henry Gawlick und Stefan Reißig gestaltet. 2023 erschien vom Hagenower Kantor Stefan Reißig eine erste Veröffentlichung über das Leben und Wirken von Johann Heinrich Runge.

## Orgeln
Die Orgeln von Johann Heinrich Runge gelten heute als handwerklich solide gearbeitet. Das Hauptaugenmerk legte er dabei nicht auf die Pfeifen, sondern eher auf den tischlerischen Aspekt, der Tradition eines Friedrich Schulze folgend. Er lieferte nur einige Werke größeren Formats, die meisten seiner Werke sind kleine Dorforgeln mit wenigen Registern. Mit jedem seiner kleinen Werke bemühte er sich von neuem zu tüfteln, neue technische Raffinessen auszuprobieren oder dem Gehäuse eine neue, noch nie dagewesene Ausstrahlung zu verleihen. Bei Runge gab es keine uniformierte Massenproduktion, sondern immer individuelle Lösungen. Jedes dieser kleinen Instrumente hat somit seine unverwechselbare Eigenheit, die es erhaltenswert macht.

## Werkverzeichnis
Von Johann Heinrich Runge sind bislang 25 Orgelneubauten, vor allem im westlichen Mecklenburg zwischen Schwerin, Ludwigslust und Hagenow bekannt. Von ihnen sind 15 erhalten, 11 wurden in den letzten Jahren restauriert, die anderen vier sind teilweise in schlechtem Zustand. Die Orgeln in Kladrum, Garwitz und Frauenmark benötigen eine Restaurierung, die Orgel in Kirch Jesar benötigt mittelfristig eine Überholung. Seine größten Orgeln in Hagenow, Bad Oldesloe und Gadebusch wurden zerstört. Die Orgel der Johanneskirche in Dömitz (II+P/19) ist sein größtes erhaltenes Instrument.
| Nr | Jahr    | Ort                | Gebäude                                             | Bild | Manuale | Register  | Bemerkungen |
| -- | ------- | ------------------ | --------------------------------------------------- | ---- | ------- | --------- | --- |
| 1  | 1841    | Klinken            | Dorfkirche                                          |      | I/p     | 8         | Die Orgel ist erhalten. Runge baute sie als sein Meisterstück. 1842 verkaufte er sie nach Klinken, 1845 wurde sie dort eingeweiht 2017 durch Andreas Arnold (Plau am See) restauriert.                                                                       |
| 2  | 1842–44 | Gadebusch          | Stadtkirche St. Jakob und St. Dionysius (Gadebusch) |      | II/P    | 23        | Die Orgel ist nicht erhalten. Sie wurde 1973 abgerissen und durch eine Neubau von Wolfgang Nußbücker ersetzt. Einige Pfeifen und Windladen sind in diesem Neubau erhalten.                                                                                   |
| 3  | 1847    | Kladrum            | Dorfkirche                                          |      | I/P     | 8         | Die Orgel ist erhalten. Sie ist stark restaurierungsbedürftig. |
| 4  | 1851    | Dütschow           | Dorfkirche                                          |      | I/p     | 7         | Die Orgel ist erhalten. 2019 erfolgte eine Restaurierung durch Andreas Arnold aus Plau am See. |
| 5  | 1854    | Alt Jabel          | St. Michaeliskirche                                 |      | I       | ?         | Disposition noch unbekannt, Orgelpfeifen sind im NB von Marcus Runge von 1908 erhalten. |
| 6  | 1854    | Garwitz            | Dorfkirche                                          |      | I/p     | 5         | Die Orgel ist erhalten. Sie hat bis heute kein Gebläse und bedarf einer Restaurierung. |
| 7  | 1857    | Mirow bei Schwerin | Dorfkirche                                          |      | I/p     | 6         | Die Orgel ist erhalten. 2001 wurde sie durch Firma Jehmlich aus Dresden restauriert. |
| 8  | 1857    | Raduhn             | Dorfkirche                                          |      | I/p     | 7         | Die Orgel ist erhalten. 2013 wurde sie durch Andreas Arnold aus Plau am See restauriert. |
| 9  | 1858    | Gammelin           | Dorfkirche                                          |      | I/p     | 5         | Die Orgel ist erhalten. 1996 wurde sie durch Martin-Christian Schmidt aus Rostock restauriert. |
| 10 | 1862    | Suckow (Güstrow)   | Dorfkirche                                          |      | I/p     | 5         | Die Orgel ist erhalten. Sie wurde von Runge begonnen und von Friese III vollendet. 2015 fand eine Restaurierung durch Andreas Arnold aus Plau am See statt.                                                                                                  |
| 11 | 1863    | Bad Oldesloe       | Peter-Paul-Kirche Bad Oldesloe                      |      | II/P    | 22        | Die Orgel ist nicht erhalten. 1901 wurde das Werk abgerissen, das Gehäuse aber bei dem Neubau beibehalten. 1961 wurde die gesamte Anlage entfernt. 2006 erfolge wiederum ein Neubau der bis heute besteht.                                                   |
| 12 | 1862-66 | Karow              | Dorfkirche                                          |      | I/P     | 8         | Die Orgel ist nicht erhalten. 1904 erfolgte eine Neubau durch Carl Börger der das Orgelgehäuse und ggf. Register weiterverwendete. 1945 wird die Orgel größtenteils zerstört. Das Gehäuse von Runge ist bis heute erhalten. → Orgel                          |
| 13 | 1864    | Groß Brütz         | Dorfkirche                                          |      | I       | ?         | Die Orgel ist nicht erhalten. 1924 erfolgte ein Neubau durch Marcus Runge. Der Prospekt und einige Register wurden weiterverwendet. |
| 14 | 1864    | Ludwigslust        | Stiftskirche                                        |      | I/P     | 6         | Die Orgel ist nicht erhalten. 1929 erfolgte ein Neubau durch Marcus Runge. Der Prospekt blieb dabei erhalten. 1983 kam ein erneuter Neubau durch Firma Schuke (Potsdam) zustande. Der architektonisch wichtige Prospekt wurde dabei vernichtet.              |
| 15 | 1869    | Perlin             | Dorfkirche                                          |      | I/p     | 6         | Die Orgel ist nicht erhalten. Sie wurde 1945 bei der Plünderung der Kirche durch die russischen Besatzungstruppen komplett zerstört zerstört. |
| 16 | 1869    | Stuer              | Dorfkirche Stuer                                    |      | I/p     | 4         | Die Orgel ist nicht erhalten. 1963 erfolgte eine Neubau durch Firma Löbling aus Erfurt. Dieser wurde 1993 durch einen erneuten Neubau durch Firma Lötzerich aus Krawinkel ersetzt.                                                                           |
| 17 | 1870    | Lübtheen           | Lehrerseminar                                       |      | I/P     | 3         | Die Orgel ist nicht erhalten. 1896 erfolgte ein Neubau durch Julius Schwarz aus Rostock (II/P/7), wahrscheinlich mit den Registern von Runge. 1930 wurde das Werk nach Rostock durch Marcus Runge aus Schwerin umgesetzt. Der Verbleib der Orgel ist unklar. |
| 18 | 1871    | Parum bei Schwerin | Dorfkirche                                          |      | I/P     | 5 + 1 Tr. | Die Orgel ist erhalten. 2005 wurde sie durch Firma Jehmlich aus Dresden restauriert. → Orgel |
| 19 | 1873    | Dömitz             | St. Johannes                                        |      | II/P    | 19        | Die Orgel ist erhalten. Sie ist die größte erhaltene Runge-Orgel. 2021 wurde sie durch Jörg Dutschke aus Salzwedel restauriert. |
| 20 | 1873    | Frauenmark         | Dorfkirche                                          |      | II/P    | 8 + 5 Tr. | Die Orgel ist erhalten. Das II. Manual besteht aus 5 Transmission des Hauptwerkes. Eine Restaurierung des Werkes ist notwendig. |
| 21 | 1873    | Gorlosen           | Dorfkirche                                          |      | I/P     | 6 + 1 Tr. | Die Orgel ist erhalten. 1997 erfolgte eine Restaurierung durch Wolfgang Nußbücker aus Plau am See |
| 22 | 1878    | Döbbersen          | Dorfkirche                                          |      | I/P     | 7         | Die Orgel ist erhalten. 1971 erfolgte eine Umdisponierung und Prospektveränderung durch Wolfgang Nußbücker. 2017 Rekonstruktion des gesamten Werkes durch Gottfried Schmidt aus Rostock und Erweiterung auf I/P/10                                           |
| 23 | 1879    | Hagenow            | Stadtkirche Hagenow                                 |      | II/P    | 20        | Die Orgel ist nicht erhalten. 1974 erfolgte der Abbau der Orgel. 1980 Neubau durch Norbert Sperschneider mit den Windladen, 14 Registern und dem Blasebalg der Runge-Orgel. Die Pfeifen von Runge sind bis heute erhalten.                                   |
| 24 | 1880    | Picher             | Dorfkirche                                          |      | II/P    | 12        | Die Orgel ist erhalten. 2017 erfolgte die Restaurierung durch Andreas Arnold aus Plau am See. |
| 25 | 1881    | Kirch Jesar        | Dorfkirche                                          |      | I/P     | 4 + 1 Tr. | Die Orgel ist erhalten. Eine Restaurierung ist notwendig. |

## Ungeklärte Arbeiten
26 Balow, Dorfkirche
Um 1850 soll Runge eine neue Orgel in der Balower Kirche erbaut haben. 1874 arbeitet nachweislich Carl Börger (1846–1917) an der Orgel. Ob der Orgelbau nun von Börger oder Runge stammt konnte bislang noch nicht geklärt werden.
27 Suckow bei Parchim
1856 ist ein Orgelneubau durch August Berger aus Perleberg nachgewiesen. 1857 folgte ein angeblicher Orgelneubau durch Runge, weil die Vorgängerorgel von Berger nach nur einem Jahr bereits nicht mehr spielfähig war. Berger übersiedelt im Juni 1874 über Hamburg in die USA. Johann Heinrich Runges Instrument wurde 1923 beseitigt. 1979 erfolgte ein Neubau durch Wolfgang Nußbücker (* 1936). Dieser besteht bis heute.

## Reparaturen an Orgeln
1846 Waren St. Marien
1851 Leussow, Dorfkirche
1851 Kalkhorst, Dorfkirche
1855 Groß Laasch, Dorfkirche
1855 Leussow, Dorfkirche
1858 Eldena, Dorfkirche
1867 Mühlen Eichsen, Dorfkirche
1869 Krakow am See, Stadtkirche
1871 Warnkenhagen, Dorfkirche
1872 Dobbin, Dorfkirche
1874–77 Basedow, Dorfkirche
1875 Tessin, Stadtkirche
1875 Krakow am See, Stadtkirche
1876 Eldena, Dorfkirche
1882 Lübtheen, Stadtkirche

## Sonstige Arbeiten an Orgeln
1841 Granzin (Boizenburg) - Wiederaufstellung und Gehäuseerweiterung der Friese (I) - Orgel von 1831
1845 Kirch Mummendorf – Neubauangebot (abgelehnt)
1852 Neese – Bau eines Pedales für die dortige Orgel
1855 Waren, St. Georgen – Neubauangebot (abgelehnt)
1859 Conow, Dorfkirche – Neubauangebot (abgelehnt)
1860 Wittenförden – Umsetzung der Paul-Schmidt-Orgel aus der Schweriner Schelfkirche. Neubau eines neuen Gehäuses nach eigenem Entwurf. 1972 Abriss der Orgel samt Runge-Gehäuse.
1862 Beidendorf, Dorfkirche – Neubauangebot (abgelehnt)
1863 Muchow, Dorfkirche – Neubauangebot (abgelehnt)
1865 Boizenburg, Stadtkirche – Gutachten
1868 Barnim, Dorfkirche – Neubauangebot (abgelehnt)
1869 Röbel, St. Nikolai – Neubau eines Gehäuses für die vorhandene Schulze-Orgel von 1842.
1870 Malchow, Stadtkirche – Neubauangebot (abgelehnt)
1873 Leussow, Dorfkirche – Neubauangebot (abgelehnt)
1874 Warsow, Dorfkirche – Umsetzung der Friese (I)-Orgel aus Wustrow/Fischland nach Warsow. Bau eines neuen Orgelgehäuses. Dieses ist verändert erhalten.
1875 Tessin, Stadtkirche – Neubauangebot (abgelehnt)
1882 Vellahn, Dorfkirche – Angebot für Wiederaufstellung der Friese (I) - Orgel nach Kirchenneubau (abgelehnt)
1885 Groß Laasch, Dorfkirche – Neubauangebot (abgelehnt)